# Patrice Vermette
Pour les articles homonymes, voir Vermette.
Patrice Vermette (né en 1970 à Montréal) est un directeur artistique et chef décorateur canadien.
Il a remporté plusieurs prix pour son travail sur le film C.R.A.Z.Y. (2005), dont un prix Génie et un prix Jutra. Ses autres œuvres incluent 1981 (2009), Café de Flore (2011), Victoria : Les Jeunes Années d'une reine (2009), Enemy (2013), Prisoners (2013), Sicario (2015), Premier Contact (2016), Sur le chemin de la rédemption (2017) et Dune (2021). Il a été plusieurs fois nommés aux Oscars,.
Il a souvent travaillé avec les réalisateurs canadiens Jean-Marc Vallée et Denis Villeneuve.

## Distinctions
- BAFTA 2022 : Meilleurs décors pour Dune
- Oscars 2022 : Meilleurs décors pour Dune